# Josef Pieper
Josef Pieper (Elte, Westfalia, 4 de mayo de 1904 - Münster, Renania del Norte-Westfalia, 6 de noviembre de 1997) fue un filósofo neoescolástico alemán. Estudió Filosofía, Derecho y Sociología en las Universidades de Berlín y Münster. Inició su labor docente en 1946 en la Escuela Superior de Pedagogía de Essen. Desde 1950 fue profesor ordinario de Antropología Filosófica en la Universidad de Münster. Fue miembro de la Academia Alemana de Lengua y Poesía (Darmstadt) y del Centro de Estudios para la Investigación.
Sus trabajos suelen ser breves, ágiles y enjundiosos; él ha confesado en alguna ocasión: «Yo al darle forma a mis ideas, me inspiré en una forma musical: la suite». Se lo considera uno de los pensadores católicos más influyentes del siglo xx, autoritativo en la filosofía de santo Tomás de Aquino, y uno de los primeros filósofos modernos en explorar la idea de la esperanza en la vida humana.

## Biografía
Nace en Elte, en su momento en la provincia de Westfalia, dentro del Reino de Prusia, y hoy parte de la municipalidad de Rheine.
Entre 1933 y 1934 intentó «tender puentes» entre el catolicismo y el nuevo Estado nazi, por lo que el filósofo Kurt Flasch interpreta los escritos de Pieper durante esta época como de apoyo inicial a las políticas sociales del nazismo.

## Pensamiento
La investigación y exposiciones filosóficas de Pieper se han dirigido sobre todo a la fundamentación de la antropología. Después de darse a conocer con su tesis doctoral sobre S. Tomás de Aquino (1928-29), se interesó particularmente por la sociología, y después por la ética. El método fenomenológico y la metafísica confluyen en él para estudiar sólidamente la estructura humana, llena de sentido ontológico y abierta a valores auténticos, con análisis profundos y juicios estimulantes. La ontología se integra en Pieper con la historia y la escatología, abarcando el arco completo de la existencia humana. Así pone de relieve los valores perennes de la filosofía, que, como la tomista, no conoce el desgaste del tiempo ni ignora la novedad de la historia.
Pieper ha llevado a cabo una amplia y profunda relectura de Tomás de Aquino en servicio de la cultura actual. Excelente traductor e intérprete del Doctor Angélico, utiliza una terminología viva y dinámica, y resulta singularmente atrayente en sus obras, como consecuencia en gran parte de la estructura de las mismas, de su originalidad personal y de su profundo conocimiento de la Revelación y de la Teología.

## La filosofía
Para él, «actual» en un momento histórico determinado «no sólo es lo que una época quiere, sino también lo que necesita» (Actualidad del tomismo, 10). La actualidad del pensamiento de Santo Tomás se debe, por una parte, a su conciencia —que nuestro tiempo también tiene— de los límites del conocimiento humano y, por otra, a su valoración —que nuestro tiempo ignora de las posibilidades de ese mismo conocimiento. S. Tomás está muy lejos de ser un pensador racionalista, que tiene una respuesta para cada pregunta, como está lejos del sistematismo absoluto con que lo han caracterizado algunos neoclásicos: «quien entienda a Tomás como una especie de precursor de los filósofos sistemáticos del racionalismo... tiene que quedarse muy sorprendido al encontrar en Tomás una frase como la siguiente: Principia essentialia rerum sunt nobis ignota (An., I, 1,15), los fundamentos esenciales de las cosas nos son desconocidos» (ib. 19). Pieper subraya la importancia de la metodología teológico-negativa del Aquinate, e insiste en la capital distinción entre «conocer» y «comprender» (conocer exhaustivamente): el hombre conoce, pero rara vez comprende. El filósofo germano extiende además su especial estimación a Platón y Whitehead, precisamente porque uno y otro son particularmente conscientes de las limitaciones del conocimiento humano.
Para Pieper la filosofía es una búsqueda amorosa de la verdad; desde sus orígenes, es una Fides quaerens intellectum. Por ello, «la pregunta ¿Cómo es posible una filosofía cristiana? parece mucho menos difícil contestar que esta otra: ¿Cómo es posible una filosofía no cristiana, suponiendo que por filosofía se entiende lo que por tal entendió Platón?» (Was heisst philosophieren?, 398-99). La filosofía, por otra parte, no es una disciplina, sino una actividad: el «filosofar disciplinado», que debe rehuir naturalmente toda posible equiparación al «régimen de trabajo moderno» (de ahí su valoración de la concepción clásica del ocio), y que debe también rechazar y superar las concepciones unilaterales (la «filosofía científica» o la «filosofía del absurdo», p. ej.).
Pero la filosofía, al mismo tiempo que búsqueda de la verdad, es expresión, comunicación, de las verdades halladas; ahí radica su carácter dialógico. En los momentos de crisis tiende a perderse la conciencia de este dato; y nuestro tiempo, como el de Sócrates, vive una crisis notable. Esa inconsciencia es muy grave, porque «quien hablando se dirige a otros..., quien así habla y no se preocupa expresamente de la verdad, quien se interesa por cualquier otra cosa pero no por la verdad, no considera realmente desde este punto de vista al otro como un auténtico partener: ya no le respeta como persona humana» (Corrupción de las palabras y en el poder, «Folia Humanistica» V, 1967, 210).

## La antropología y la ética
A partir de esta concepción integradora de la filosofía se entiende bien el enfoque pieperiano de la antropología filosófica. «La doctrina moral debe tratar de la verdadera concepción del hombre. Naturalmente, debe tratar también de las acciones, de los deberes, las obligaciones y los pecados. Pero su tema primario es el verdadero ser del hombre, la idea del hombre bueno» (Sobre la idea cristiana del hombre, en M. A. Fitzsimons, T. T. McAvoy y F. O'Malley, La imagen del hombre, Madrid 1966, 33).
Precisamente sus primeros trabajos versaron sobre las cuatro virtudes cardinales, y con posterioridad se ocupó de la esperanza y de la fe. No son tales trabajos estudios abstractos e intemporales, sino análisis vigorosos y sugerentes de problemas permanentes de la vida humana concreta en sus peculiaridades y matices de hoy. Observemos, efectivamente, el talante con que Pieper se acerca a la virtud de la justicia: «El objeto de la presente investigación es precisamente el justo» (Justicia y fortaleza, 43). «Ser justo no significa sino esto: tener una deuda y pagarla» (ib. 45). «Es indudable que lo exigido por el recto ser del hombre no es tan sólo que se haga «lo justo», sino que sea además justo» (ib. 62). «Lo que en esta cuestión [la del rango o jerarquía entre las virtudes] se ventila es averiguar qué es, en rigor, lo que fundamentalmente hace a un hombre bueno y recto» (ib. 64). De modo semejante podríamos espigar en los trabajos sobre las otras virtudes, inspirados todos en «la parte más amplia de la Summa theologica, la secunda pars, que está construida formalmente como una doctrina del hombre, de la 'imagen del hombre'» (Actualidad del tomismo, 30). Pero quizá ninguno de esos trabajos presenta un carácter tan marcadamente existencial como Sobre la esperanza, que es un diálogo implícito con Heidegger, cuyas preocupaciones y terminología tiene presentes.

## Temporalidad e historia
El hombre en este mundo es, constitutivamente, un ser en camino, viator; en último término, en camino hacia la felicidad. Comprehensor es, en cambio, el que ya llegó, el que ha alcanzado la plenitud. «Los conceptos status viatoris y status comprehensoris caracterizan de forma absoluta los modos de ser primarios de toda criatura, ante todo los del hombre... Es casi imposible una afirmación que cale más profundamente en la zona más íntima de la existencia creada que la de que el hombre hasta su muerte está in statu viatoris, en el estado de un ser en camino» (Sobre la esperanza, 22 y 23). Ello significa que «aún no» ha alcanzado la plenitud, pero que está en la tensión hacia ella; es esa plenitud, y no la mera terminación del camino (la muerte), la que da sentido al camino mismo. «Quien intenta, pues, concebir la temporalidad, sin restricción alguna, como la nota esencial absolutamente necesaria de la existencia humana, no solamente no ve el 'allende' del tiempo, sino tampoco el sentido de la existencia misma intratemporal» (ib. 27).
La esperanza es la actitud adecuada del hombre que toma conciencia de su condición de criatura, de su propio y peculiar «aún no». Por ello mismo, «es, como el amor, una de las más simples y primarias actitudes del viviente» (ib. 35), lo cual no significa que alcance necesariamente su objeto. Más aún, la esperanza no tiende a la absoluta plenitud del hombre sino cuando es sobrenatural, y por ello gratuita e inalcanzable por las meras fuerzas humanas: «no hay esperanza, como permanente elevación del ser del hombre si no es por Cristo, en Cristo y de Cristo» (ib. 45). Pero no conviene olvidar que «en toda esperanza natural se alude implícitamente a esta sobrenatural plenitud de ser, a la que se dirige la virtud teologal de la esperanza» (ib. 46).
La esperanza es, también, para Pieper, constitutivo radical de la historia, precisamente porque la esperanza fundamental, la verdadera esperanza, sólo surge en el momento en que las «esperanzas» se desvanecen. El objeto de la auténtica esperanza no es algo a poseer, sino algo a ser: está en la línea de la autorrealización personal, pero más allá de las propias posibilidades humanas. Radicalmente, la esperanza es esperanza de «salvación», y la salvación carece de sentido si no es liberación de la muerte. De ahí que, aun siendo la esperanza motor y eje de la historia, apunta de suyo más allá de ella.

## Obras
Listado de obras del autor, por orden cronológico. Extraído y traducido de: artículo de Wikipedia alemán sobre Josef Pieper: 
- La base óntica de la moral según Tomás de Aquino [Die ontische Grundlage des Sittlichen nach Thomas von Aquin], Münster, 1928
- Formas básicas de las reglas del juego social [Grundformen sozialer Spielregeln], Freiburg, 1933
- El derecho laboral del Nuevo Imperio i la encíclica "Año de quaresma" [Das Arbeitsrecht des Neuen Reiches und die Enzyklika Quadragesimo anno], inclòs a "Imperi i Església" [Reich und Kirche] (sèrie), Münster 1934
- Sobre el significado de valentía [Vom Sinn der Tapferkeit], Leipzig, 1934
- Sobre la esperanza [Über die Hoffnung], Leipzig 1935
- La realidad y el bien [Die Wirklichkeit und das Gute], Leipzig, 1935 (segunda revisión de la tesis)
- Sobre la visión cristiana de la humanidad [Über das christliche Menschenbild], Leipzig, 1936
- Tratado sobre la prudencia [Traktat über die Klugheit], Leipzig,1937
- Disciplina y moderación. Sobre la cuarta virtud cardinal [Zucht und Maß. Über die vierte Kardinaltugend], Leipzig, 1939
- La verdad de las cosas. Una investigación sobre Antropología en la alta Edad Media. [Wahrheit der Dinge. Eine Untersuchung zur Anthropologie des Hochmittelalters], München, 1947
- Ocio y culto [Muße und Kult], München, 1948
- Qué significa filosofar? Cuatro conferencias [Was heißt philosophieren? Vier Vorlesungen], München 1948
- Sobre el fin del tiempo. Una meditación historicofilosófica [Über das Ende der Zeit. Eine geschichtsphilosophische Meditation], München, 1950
- Sobre la justicia [Über die Gerechtigkeit], München, 1953
- Thomas-Brevier. llatí-alemany. compilat, germanitzat i introduït per J. P. Kösel, München 1956
- La felicidad y la contemplación [Glück und Kontemplation], München 1957
- Introducción a Tomás de Aquino. Doce conferencias [Hinführung zu Thomas von Aquin. Zwölf Vorlesungen], München 1958
- "Escolástica". Formas y problemas de la filosofía medieval [„Scholastik“. Gestalten und Probleme der mittelalterlichen Philosophie], München 1960
- Sobre la fe [Über den Glauben. Ein philosophischer Traktat], München 1962
- Consentimiento en el mundo. Una teoría de la fiesta [Zustimmung zur Welt. Eine Theorie des Festes], München 1963
- Luz no potable. El elemento negativo en la cosmovisión de Tomás de Aquino [Unaustrinkbares Licht. Das negative Element in der Weltansicht des Thomas von Aquin], München 1963, 2ª ed. (1ª ed.: Filosofía negativa [Philosophia negativa], Munic, 1953)
- Discurso en defensa de la filosofía [Verteidigungsrede für die Philosophie], München, 1966
- Muerte e inmortalidad [Tod und Unsterblichkeit], München, 1968
- Sobre el amor [Über die Liebe], München 1972
- Nadie lo sabía todavía. Notas autobiográficas 1904-1945 [Noch wußte es niemand. Autobiographische Aufzeichnungen 1904–1945], München 1976
- Sobre el concepto de pecado [Über den Begriff der Sünde], München, 1977
- Aún no todas las noches. Notas autobiográficas 1945-1964 [Noch nicht aller Tage Abend. Autobiographische Aufzeichnungen 1945–1964], München 1979
- Ejercicios de ortografía. Ensayos, discursos, notas. [Buchstabier-Übungen. Aufsätze – Reden – Notizen], München 1980
- Tomás de Aquino. Vida y obra [Thomas von Aquin. Leben und Werk], München 1981
- Abuso verbal y abuso de poder [Missbrauch der Sprache, Missbrauch der Macht], Ostfildern, 1986
- Una historia como un rayo. Notas autobiográficas desde 1964 [Eine Geschichte wie ein Strahl. Autobiographische Aufzeichnungen seit 1964], München, 1988
- Filosofía, contemplación, sabiduría [Philosophie – Kontemplation – Weisheit], Freiburg, 1991

Entre sus numerosas publicaciones, muchas de ellas han sido traducidas y editadas en castellano:  
- Justicia y Fortaleza, Madrid 1968 (2 ed. 1972)
- Prudencia y Templanza, Madrid 1969
- Sobre la esperanza, Madrid 1951 (3 ed. 1961); (con H. Raskop)
- Catecismo del cristiano, Madrid 1954 (2 ed. 1964); (con J. Leclercq)
- De la vida serena, 3 ed. Madrid 1965
- La Fe, Madrid 1966 (2 ed. 1971)
- Sobre el fin de los tiempos, Madrid 1955
- Esperanza e Historia, Salamanca 1968
- ¿Qué significa filosofar?, Münster 1948
- Actualidad del tomismo, Madrid 1952
- El ocio y la vida intelectual, Madrid 1962 (2 ed. 1970)
- Entusiasmo y delirio divino, Madrid 1965
- Defensa de la filosofía, Barcelona 1970
- Muerte e inmortalidad, Barcelona 1970
- El concepto de pecado, Madrid 1998
- La fe ante el reto de la cultura contemporánea, Madrid 2000
- Introducción a Tomás de Aquino : doce lecciones, Madrid 2005
- Una teoría de la fiesta, Madrid 2006
- Las virtudes fundamentales, Madrid 2007